# 21 Orionis
21 Orionis è una stella gigante brillante bianco-gialla di magnitudine 5,34 situata nella costellazione di Orione. Dista 198 anni luce dal sistema solare.

## Osservazione
Si tratta di una stella situata nell'emisfero celeste boreale, ma molto in prossimità dell'equatore celeste; ciò comporta che possa essere osservata da tutte le regioni abitate della Terra senza alcuna difficoltà e che sia invisibile soltanto nelle aree più interne del continente antartico. Nell'emisfero nord invece appare circumpolare solo molto oltre il circolo polare artico. La sua magnitudine pari a 5,3 fa sì che possa essere scorta solo con un cielo sufficientemente libero dagli effetti dell'inquinamento luminoso.
Il periodo migliore per la sua osservazione nel cielo serale ricade nei mesi compresi fra fine ottobre e aprile; da entrambi gli emisferi il periodo di visibilità rimane indicativamente lo stesso, grazie alla posizione della stella non lontana dall'equatore celeste.

## Caratteristiche fisiche
La stella è una gigante brillante bianco-gialla; possiede una magnitudine assoluta di 1,42 e la sua velocità radiale positiva indica che la stella si sta allontanando dal sistema solare.